# 佐野淳哉
佐野 淳哉（さの じゅんや、1982年1月9日 - ）は、静岡県清水市（現静岡市清水区）出身の元自転車競技（ロードレース）選手。

## 来歴
静岡県立清水南高等学校を経て、埼玉大学経済学部に進学。大学の自転車同好会へ入会したことがきっかけとなり、自転車競技に取り組み始める。
2005年、チームブリヂストン・アンカーに加入。
2006年、チーム・バン・サイクリングに移籍。
2008年、チームNIPPO・エンデカに移籍。
2009年
- 第31回アジア自転車競技選手権大会
  - 個人ロードレース 5位
  - 個人タイムトライアル(ITT) 6位
- ツール・ド・おきなわ 総合6位

2010年
- ツール・ド・熊野 総合10位、区間1勝(第2)
- ブエルタ・シクリスタ・ア・レオン 総合3位
- ツール・ド・北海道 総合2位
- ツール・ド・おきなわ 総合3位

2011年
- ツール・ド・台湾 総合3位
- 全日本自転車競技選手権大会・ITT 2位
- ツール・ド・北海道 総合4位、区間1勝(第3)
- ジャパンカップ 3位

2013年
- ヴィーニ・ファンティーニ＝セッレ・イタリア（2012年までファルネーゼ・ヴィーニ＝セッレ・イタリア）に移籍[1]。

2014年
- 那須ブラーゼンに移籍。
- 全日本自転車競技選手権大会
  - ITT 2位
  - ロードレース 優勝

2016年
- チームマトリックスパワータグに移籍
- 全日本自転車競技選手権大会・ITT 2位

2017年
- ツール・ド・おきなわ 優勝
- 全日本自転車競技選手権大会・ITT 2位

2018年
- ツール・ド・熊野 区間1勝(第3)
- 全日本自転車競技選手権大会・ロードレース 2位

2020年
- レバンテフジ静岡に移籍

2022年
- シーズン途中の8月31日付けでレバンテフジ静岡を退団したことを9月16日に公表[2]。

2024年
- 6月5日、プロ引退を表明[3]